# Nordmazedonischer Eishockeyverband
Der Nordmazedonische Eishockeyverband (Macedonian Ice Hockey Federation) ist der nationale Eishockey- und Inlinehockeyverband Nordmazedoniens, der seinen Sitz in Skopje hat.

## Geschichte
Der Verband wurde am 4. Oktober 2001 in die Internationale Eishockey-Föderation (IIHF) aufgenommen. Der Verband gehört zu den assoziierten Mitgliedern der IIHF und hat daher in deren Vollversammlung kein Stimmrecht. Aktueller Präsident ist Nikola Tasev.
Obwohl der Verband 2001 gegründet wurde, nahm er erst 2010 die Geschäfte auf. Im Januar 2011 wurde die erste künstliche Eisfläche in Skopje eröffnet und mit dem HK Skopje der erste mazedonische Eishockeyverein gegründet.
Ihr Präsident ist Nikola Tasev. Nach Angaben der IIHF sind in Mazedonien insgesamt 137 Eishockeyspieler spielberechtigt. Davon sind 86 Männer und 51 Junioren. Für die Austragung von Eishockeyligaspielen der Mazedonischen Eishockeyliga steht eine Eishockeyhalle und drei Eishockeyspielflächen ohne Überdachung zur Verfügung.
Der Verband kümmert sich überwiegend um die Durchführung der Spiele der mazedonischen Nationalmannschaften im Eishockey und Inlinehockey. Zudem organisiert der Verband den Spielbetrieb auf Vereinsebene, der 2012 startete. Zudem nahm die mazedonische Inlinehockey-Nationalmannschaft 2011 das erste Mal an einem IIHF-Turnier teil.